# Fåret Shaun – Filmen
Fåret Shaun – Filmen (engelska: Shaun the Sheep Movie) är en brittisk animerad komedifilm som hade världspremiär den 24 januari 2015 på Sundance Film Festival och sverigepremiär den 13 februari 2015.  Filmen är regisserad av Richard Starzak och Mark Burton med bland annat Justin Fletcher, John Sparkes och Omid Djalili i rollerna. Filmen är baserad på TV-serien Fåret Shaun.

## Handling
En dag ställer fåret Shaun (Justin Fletcher) till det ordentligt. Han råkar få bonden (John Sparkes) inlåst i en husvagn som dessutom rullar iväg. Shaun, Bitzer och flocken lämnar gården för att försöka rädda honom.

## Rollista (röster)
Notera att filmen är utan tal men inte utan ljud och andra känsloyttringar.
| Justin Fletcher | – Fåret Shaun/Timmy  |
| John Sparkes    | – Bitzer/Bonden      |
| Omid Djalili    | – Trumper            |
| Kate Harbour    | – Timmys mamma/Meryl |
| Emma Tate       | – Hazel              |
| Simon Greenall  | – Tvillingarna       |